# Nitrogénase
La nitrogénase est un complexe enzymatique propre à certaines bactéries qui catalyse la séquence complète des réactions au cours desquelles la réduction de diazote N2 conduit à la formation d'ammoniac NH3.
Pour ce faire, la nitrogénase s'accompagne d'un phénomène d'hydrogénation.
La nitrogénase est irréversiblement dénaturée par le dioxygène (O2).
Ses principaux substrats sont :
- N2
- H-N=N-H
- H-N=N-OH
- H-N=N-NH2

Ces trois derniers sont utilisés en quantités moins abondantes. Elle catalyse également la réduction d'autres molécules : N2O en N2, N3− en N2, C2H2 en C2H4, 2H+ en H2 et catalyse l'hydrolyse de l'ATP.
La nitrogénase est un complexe de 200 kDa et de 25 sous-unités regroupées en des composants (composant 1 et composant 2).
Le composant 1 est composé de 4 grosses sous-unités et 2 molybdènes, noyaux sur lesquels s'accroche l'azote.
Le composant 2 est activé lorsqu'il est lié à l'ATP. Une fois activé, il pourra transférer ses électrons au composant 1.